# IF Sparta
IF Sparta (Idrætsforeningen Sparta) var en idrætsforening beliggende på Østerbro i København. Klubben blev grundlagt i 1898 ved en sammenlægning af Idrætsklubben Sparta og Østerbros Atletik- og Bokseklub og markerede sig hurtigt som en af de førende danske atletik og bokseklubber. 
Klubben blev i 1970'erne opdelt i fire selvstændige klubber bl.a: 
- IF Sparta Bokseklub
- Sparta Atletik